# Jean Wagner
Jean Wagner (3 dicembre 1969) è un ex calciatore lussemburghese, di ruolo difensore.

## Carriera

### Club
Ha giocato nella massima serie lussemburghese con Jeunesse Esch	e Differdange 03.

### Nazionale
Con la Nazionale lussemburghese ha giocato 7 partite dal 2007 al 2008.